# 普拉内斯 (东比利牛斯省)
普拉内斯（法語：Planès，法語發音：[planɛs] ⓘ）是法国东比利牛斯省的一个市镇，位于该省西部，属于普拉德区。

## 地理
普拉内斯（42°29'31"N, 2°8'23"E）面积14.24 平方千米，位于法国奧克西塔尼大區东比利牛斯省，该省份为法国大陆部分最南部的省份，涵盖了北加泰罗尼亚，北起奥德省，西接阿列日省和安道尔，南与西班牙接壤，东临地中海。
与普拉内斯接壤的市镇（或旧市镇、城区）包括：索托、丰佩德鲁斯、埃讷、圣皮耶尔代尔福尔卡特。
普拉内斯的时区为UTC+01:00、UTC+02:00（夏令时）。

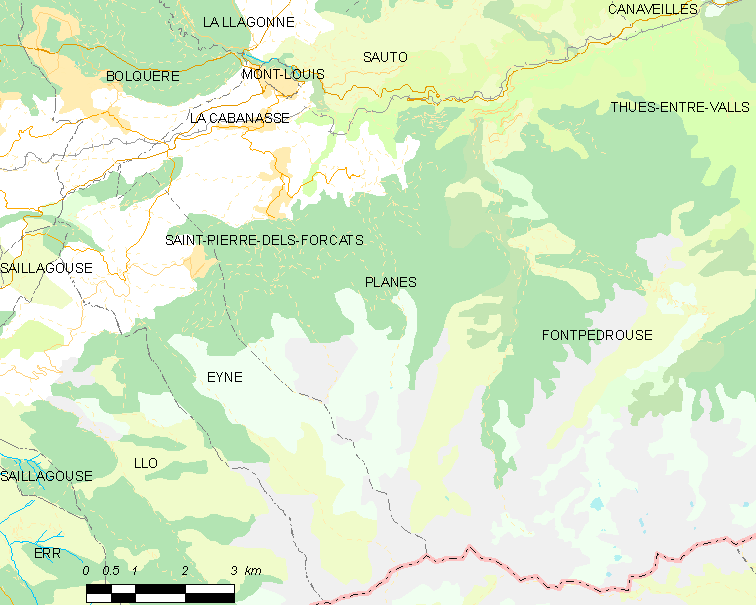
普拉内斯的OSM定位图

## 行政
普拉内斯的邮政编码为66210，INSEE市镇编码为66142。

## 政治
普拉内斯所属的省级选区为加泰罗尼亚比利牛斯县。

## 人口

1962-2008年间普拉内斯人口变化图示

普拉内斯于2022年1月1日时的人口数量为56人。